# Norbert Növényi
Norbert Növényi (Budapest, Hungría, 15 de mayo de 1957) es un deportista húngaro retirado especialista en lucha grecorromana donde llegó a ser campeón olímpico en Moscú 1980.

## Carrera deportiva
En los Juegos Olímpicos de 1980 celebrados en Moscú ganó la medalla de oro en lucha grecorromana de pesos de hasta 90 kg, por delante del luchador soviético Ihar Kanyhin (oro) y del rumano Petre Dicu (bronce).